# Stanley River (Brisbane River)
Der Stanley River ist ein Fluss im Südosten des australischen Bundesstaates Queensland.

## Geographie

### Flusslauf
Der Fluss entspringt in der D’Aguilar Range bei Landsborough, etwa 65 Kilometer nördlich von Brisbane. Von dort fließt er nach Süd-Südwest und unterquert bei Durundur den D’Aguilar Highway. Bei Kilcoy wendet er seinen Lauf nach Süden und bildet den Lake Somerset, der bis zum Bau des Lake Wivenhoe rund 50 Jahre lang die Wasserversorgung für Brisbane sicherstellte. Etwa sieben Kilometer unterhalb der Staumauer mündet der Stanley River in den Brisbane River.

### Nebenflüsse mit Mündungshöhen
Er hat folgende Nebenflüsse:
- Stony Creek – 115 m
- Neurum Creek – 100 m
- Sandy Creek – 97 m
- Kilcoy Creek – 97 m
- Oaky Creek – 97 m

### Durchflossene Stauseen
Er durchfließt folgende Seen/Stauseen/Wasserlöcher:
- Lake Somerset – 97 m
- Lake Wivenhoe – 65 m

## Geschichte
Vor dem Bau der beiden Stauseen waren Stanley River und Brisbane River von häufigen Fluten betroffen. Trotz der Warnungen des Siedlers Henry Somerset, der eine Sturzflut am Oberlauf des Flusses beobachtet hatte, verursachten die Fluten des schwarzen Februars 1893 weitreichende Überflutungen in Brisbane und anderen Städten, wie z. B. Fernvale.
Der Fluss bildete einst die Nordwestgrenze des früheren Stanley County.

## Flora und Fauna
Die Auwaldvegetation um den Lake Somerset wurde fast vollständig entfernt. Heute ist dort Weideland. Am Oberlauf des Flusses ist das Buschland noch nahezu intakt, aber Biotopverbünde wurden zerstört und Fische im Fluss dezimiert.
Die Magenbrüterfrösche sind erst kürzlich ausgerottete Frösche, die man nur am Mary River am Mooloolah River und am Stanley River fand.